# Адлер (станція)
Áдлер — залізнична станція Краснодарського регіону Північно-Кавказької залізниці. Розташована в Адлерському районі міста Сочі Краснодарського краю. За характером основної роботи є пасажирською, за обсягом виконуваної роботи відноситься до позакласних станцій. Є одним з найбільших залізничних вокзалів в Росії.

## Історія

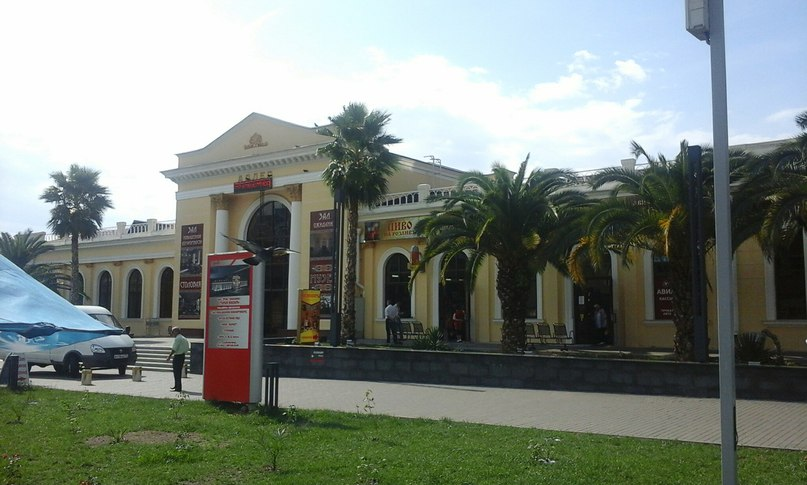
Стара будівля вокзалу, жовтень 2015 року

Станція Адлер була відкрита у 1929 році.
У листопаді 2010 року розпочалося будівництво нового вокзального комплексу на схід від існуючого. На одному з етапів будівництва замовником, Дирекцією з комплексної реконструкції залізниць і будівництва об'єктів залізничного транспорту, було прийнято рішення про коригування проєкту. Спочатку проєкт передбачав кілька рівнів в основному корпусі вокзального комплексу, що ускладнювало і значно зменшувало простір основного операційного залу. НВО «Мостовик» спільно із замовником і генеральним підрядником, КК «Транспівденбуд», оптимізував проєкт. Це дозволило полегшити конструкцію, зменшити обсяг робіт по влаштуванню буронабивних паль, ростверків, фундаменту. Усередині конкорса прибрали частину перекриттів, стелі стали вище, будівля — світліше. Внутрішній простір будівлі став використовуватися більш раціонально, терміни будівництва скоротилися.
Ще одна зміна — перенесення привокзальної площі, яка була розташована з боку міста. Але поряд з вокзалом споруджено естакаду, яка займає частину привокзальної площі, і без того тісною. Згідно з новим проєктом зі сторони моря з'явився широкий відкритий простір з прогулянковою еспланадою. Завокзальний район повністю перепроєктований. Старий залізничний вокзал заплановано зберегти і, можливо, стане музеєм.

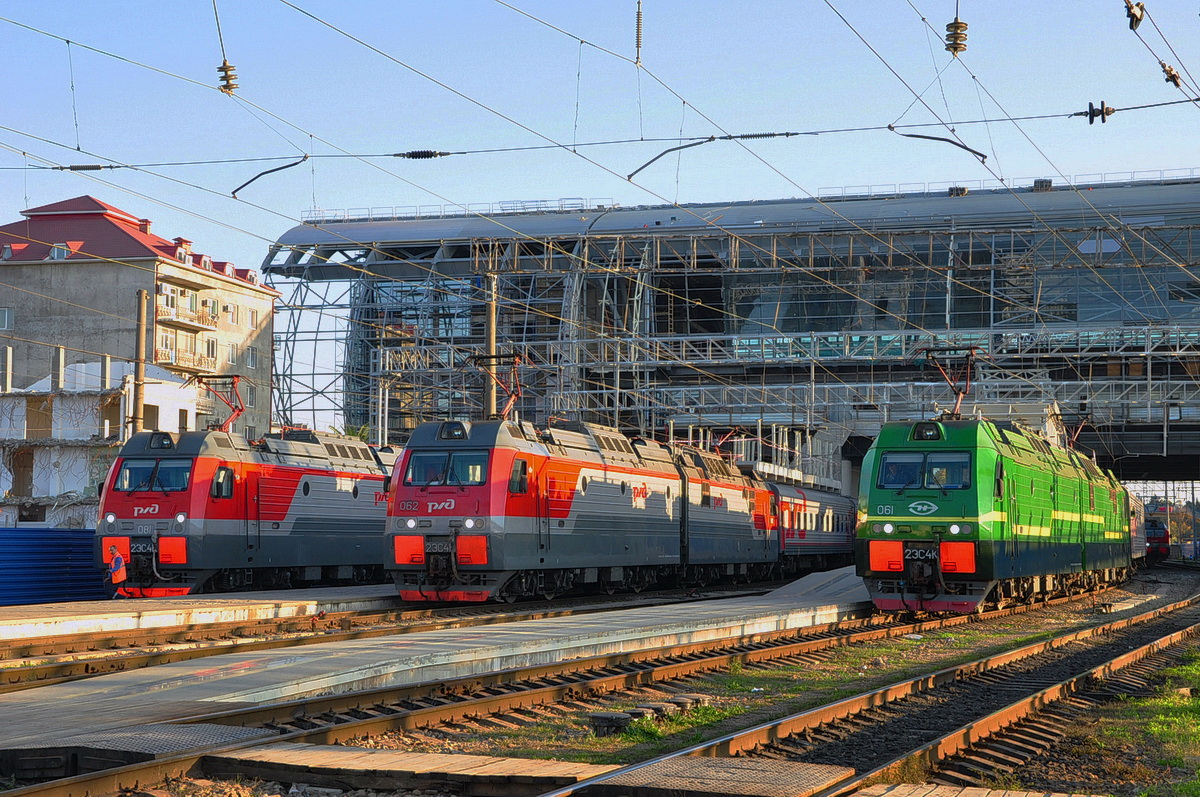
Локомотиви на фоні конкорсу під час будівництва

Від вокзалу до моря всього 200 метрів, ґрунт в цьому місці до межі водонасищений. Без надійної пальової опори вокзал не було можливості побудувати. За 4 місяці бригади БМУ-11 НПО «Мостовик» ударними темпами виконали близько 800 буронабивних паль на глибину до 30 метрів. Безперервно йшла відкачка води і шламу, вивезено понад 200 тисяч м³ рідкої грязі, мулу і ґрунту. І все це в умовах крайньої обмеженості, в курортний сезон, в самому центрі міста, коли найближчі автошляхи завантажені транспортом до межі. Доводилося точно прораховувати логістику, до хвилин розробляти транспортні маршрути, суворо дотримуючись погодинного графіку виконання робіт.
Виробництво балок над колійною частиною вокзалу виконав завод металоконструкцій НВО «Мостовик». Обсяг замовлення склав більше 700 тонн. Фахівці БМУ-9 НВО «Мостовик» виконали монтаж металоконструкцій. Для виконання робіт НВО «Мостовик» спільно з керівництвом Російські залізниці був розроблений графік закриття трьох з шести діючих колій. Терміни зведення конкорса були стислі, так як залізницею була організована доставка вантажів для потреб олімпійського будівництва і не було можливості на тривалий час обмежувати роботу станції. Будівництво нового вокзального комплексу було закінчено у 2013 році. 
28 жовтня 2013 року в присутності Президента Росії В. Путіна і голови Міжнародного Олімпійського комітету Томаса Баха новий вокзальний комплекс було введено в експлуатацію

## Інфраструктура
Конкорс — головний вестибюль вокзалу, розподільний зал для пасажирів, розташований на висоті 10 метрів над коліями. Його розміри складають 150 х 60 м. Проєкт розроблений архітектурною групою  НВО «Мостовик» під керівництвом Олексія Даниленка у співпраці з архітектурним бюро GMP (Берлін).

Вокзальний комплекс Адлера

Конкорс з'єднує дві частини вокзалу: «морську», розташовану з боку моря, і «міську» — з боку існуючої привокзальної площі. Сюди ведуть сходи, ескалатори і ліфти, якими можуть користуватися люди з обмеженими фізичними можливостями. До конкорсу примикає триповерхова парковка, з експлуатованої покрівлі якої пасажири також можуть потрапляти в основне приміщення вокзалу — головний операційний зал, куди виходять сходи та ескалатори зі всіх платформ. На конкорсі, звідки відкривається вигляд на місто і на Чорне море, пасажири мають можливість очікувати потяги і придбати проїзні документи. Зони кас створені за європейськими стандартами, коли пасажир розмовляє з касиром не через вузьке віконце, а через відкриту стійку. З конкорсу є вихід на верхній рівень — так звану антресоль, де розташована зона очікування підвищеної комфортності, кафе і комплекс ресторанів швидкого обслуговування.
Вокзальний комплекс об'єднаний єдиною покрівлею, що надає йому цілісність і єдність образу. На покрівлі автостоянки вокзалу встановлені сонячні колектори, за рахунок яких здійснюється теплопостачання. Новий вокзал станції спроможен приймати до 3-5 тис. пасажирів за годину в звичайному режимі експлуатації. У день відкриття Олімпійських ігор-2014 вокзал приймав до 20 тисяч пасажирів. 

## Пасажирське сполучення
По станції Адлер курсують потяги далекого та приміського сполучення.

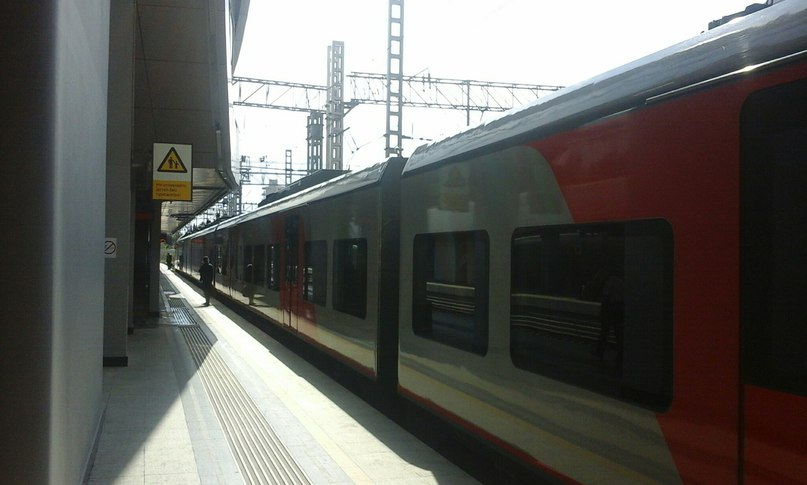
Швидкісний потяг «Ластівка»

| Основні напрямки руху потягів по станції Адлер                       |
| Потяги приміського сполучення                                        |
| -------------------------------------------------------------------- |
| Сочі — Аеропорт Сочі — Сочі                                          |
| Туапсе — Аеропорт Сочі — Туапсе                                      |
| Лазарівська — Аеропорт Сочі — Лазарівська                            |
| Сочі — Роза Хутор — Сочі                                             |
| Аеропорт Сочі — Роза Хутор — Аеропорт Сочі                           |
| Лазарівська — Імеретинський курорт (Олімпійський парк) — Лазарівська |
| Туапсе — Імеретинський курорт (Олімпійський парк) — Туапсе           |
| Пасажирські потяги, що курсують цілий рік                            |
| Москва-Курська — Адлер — Москва-Курська                              |
| Москва-Казанська — Адлер — Москва-Казанська                          |
| Санкт-Петербург-Головний — Адлер — Санкт-Петербург-Головний          |
| Нижній Новгород — Адлер — Нижній Новгород                            |
| Санкт-Петербург-Ладозький — Адлер — Санкт-Петербург-Ладозький        |
| Саратов — Адлер — Саратов                                            |
| Красноярськ — Адлер — Красноярськ                                    |
| Новосибірськ — Адлер — Новосибірськ                                  |
| Мінськ — Адлер — Мінськ                                              |
| Москва-Казанська — Сухумі — Москва-Казанська                         |
| Воркута — Адлер — Воркута                                            |
| Челябінськ — Адлер — Челябінськ                                      |
| Нижньовартовськ — Адлер — Нижньовартовськ                            |
| Перм — Адлер — Перм                                                  |
| Калінінград — Адлер — Калінінград                                    |
| Архангельськ — Адлер — Архангельськ                                  |
| Самара — Адлер — Самара                                              |
| Ростов-на-Дону — Адлер — Ростов-на-Дону                              |
| Ростов-на-Дону — Адлер — Ростов-на-Дону                              |
| Кисловодськ — Адлер — Кисловодськ                                    |
| Владикавказ — Адлер — Владикавказ                                    |
| Краснодар — Адлер — Краснодар                                        |
| Краснодар — Імеретинський курорт (Олімпійський парк) — Краснодар     |
| Майкоп — Адлер — Майкоп                                              |
| Краснодар — Роза Хутор — Краснодар                                   |
| Потяги сезонного призначення                                         |
| Москва-Казанська — Адлер — Москва-Казанська                          |
| Мурманськ — Адлер — Мурманськ                                        |
| Єкатеринбург — Адлер — Єкатеринбург                                  |
| Іркутськ — Адлер — Іркутськ                                          |
| Новокузнецьк — Адлер — Новокузнецьк                                  |
| Барнаул — Адлер — Барнаул                                            |
| Архангельськ — Адлер — Архангельськ                                  |
| Чита — Адлер — Чита                                                  |
| Сєверобайкальськ — Адлер — Сєверобайкальськ                          |
| Череповець — Адлер — Череповець                                      |
| Іжевськ — Адлер — Іжевськ                                            |
| Тамбов — Адлер — Тамбов                                              |
| Уфа — Адлер — Уфа                                                    |
| Астрахань — Адлер — Астрахань                                        |
| Смоленськ — Адлер — Смоленськ                                        |
| Москва-Павелецька — Адлер — Москва-Павелецька                        |
| Казань — Адлер — Казань                                              |
| Челябінськ — Адлер — Челябінськ                                      |
| Санкт-Петербург-Головний — Сухумі — Санкт-Петербург-Головний         |
| Самара — Сухумі — Самара                                             |
| Казань — Адлер — Казань                                              |
| Кострома — Адлер — Кострома                                          |
| Іжевськ — Адлер — Іжевськ                                            |
| Саратов — Адлер — Саратов                                            |
| Москва-Павелецька — Адлер — Москва-Павелецька                        |
| Кіров — Адлер — Кіров                                                |
| Москва-Курська — Адлер — Москва-Курська                              |
| Уфа — Адлер — Уфа                                                    |
| Москва-Казанська — Адлер — Москва-Казанська                          |
| Орськ — Адлер — Орськ                                                |
| Москва-Курська — Сухумі — Москва-Курська                             |
| Тольятті — Адлер — Тольятті                                          |
| Смоленськ — Адлер — Смоленськ                                        |
| Печора — Адлер — Печора                                              |
| Новий Уренгой — Тюмень — Адлер — Тюмень — Новий Уренгой              |
| Ставрополь — Адлер — Ставрополь                                      |
| Ростов-на-Дону — Адлер — Ростов-на-Дону                              |
| Москва-Київська — Адлер — Москва-Київська                            |

Потяги місцевої приписки формуються в Адлерському вагонному депо. 
Зміни руху потягів за останні роки:
- 16 березня 2009 року — скасований з обігу швидкий поїзд далекого сполучення цілорічного курсування № 23/24 Москва — Адлер — Москва, що прямував територією України.
- 27 травня 2012 року — змінений маршрут руху пасажирського потяга далекого сполучення цілорічного курсування № 75/76 Москва — Адлер — Москва, нині потяг прямує за маршрутом Сухумі — Москва — Сухумі.
- 6 квітня 2015 року — змінений маршрут руху пасажирського потяга далекого сполучення цілорічного курсування № 345/346 Нижній Тагіл — Адлер — Нижній Тагіл, нині потяг прямує за маршрутом Адлер — Єкатеринбург — Адлер.
- 20 травня 2015 року — введено в обіг електропоїзд далекого прямування цілорічного курсування «Ластівка» за маршрутом Майкоп — Адлер — Майкоп.
- 1 червня 2015 року — змінений маршрут руху пасажирського потяга далекого сполучення сезонного курсування № 269/270 Благовєщенськ — Адлер — Благовєщенськ, нині потяг прямує за маршрутом Чита — Адлер — Чита.
- 20 червня 2015 року — введено в обіг три пари приміських потягів за маршрутом Адлер — Гагра — Адлер.
- 13 грудня 2015 року — змінений маршрут руху пасажирського потяга далекого сполучення цілорічного курсування № 345/346 Єкатеринбург — Адлер — Єкатеринбург, нині потяг прямує за маршрутом Адлер — Нижньовартовськ — Адлер.

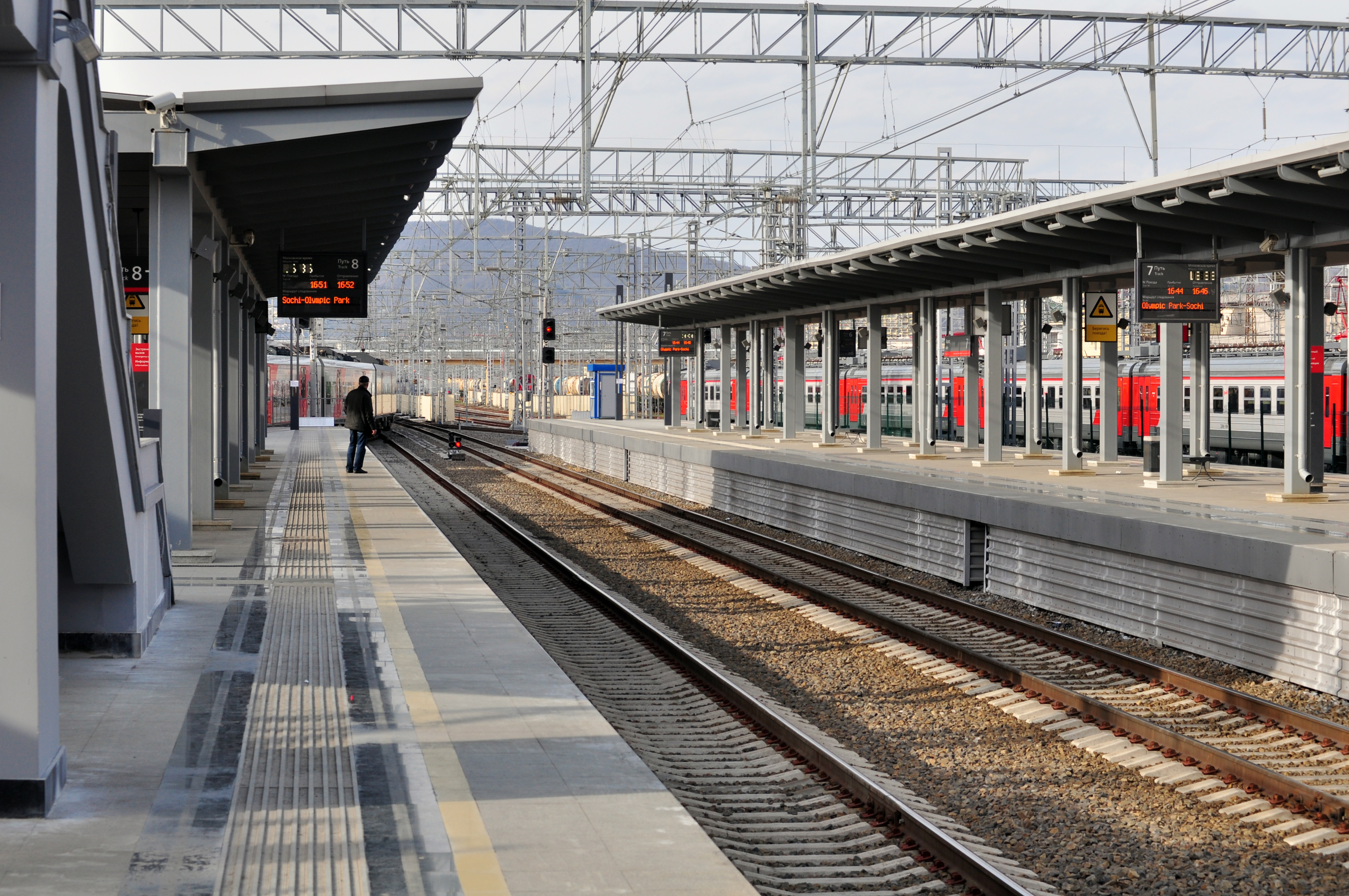
Платформи
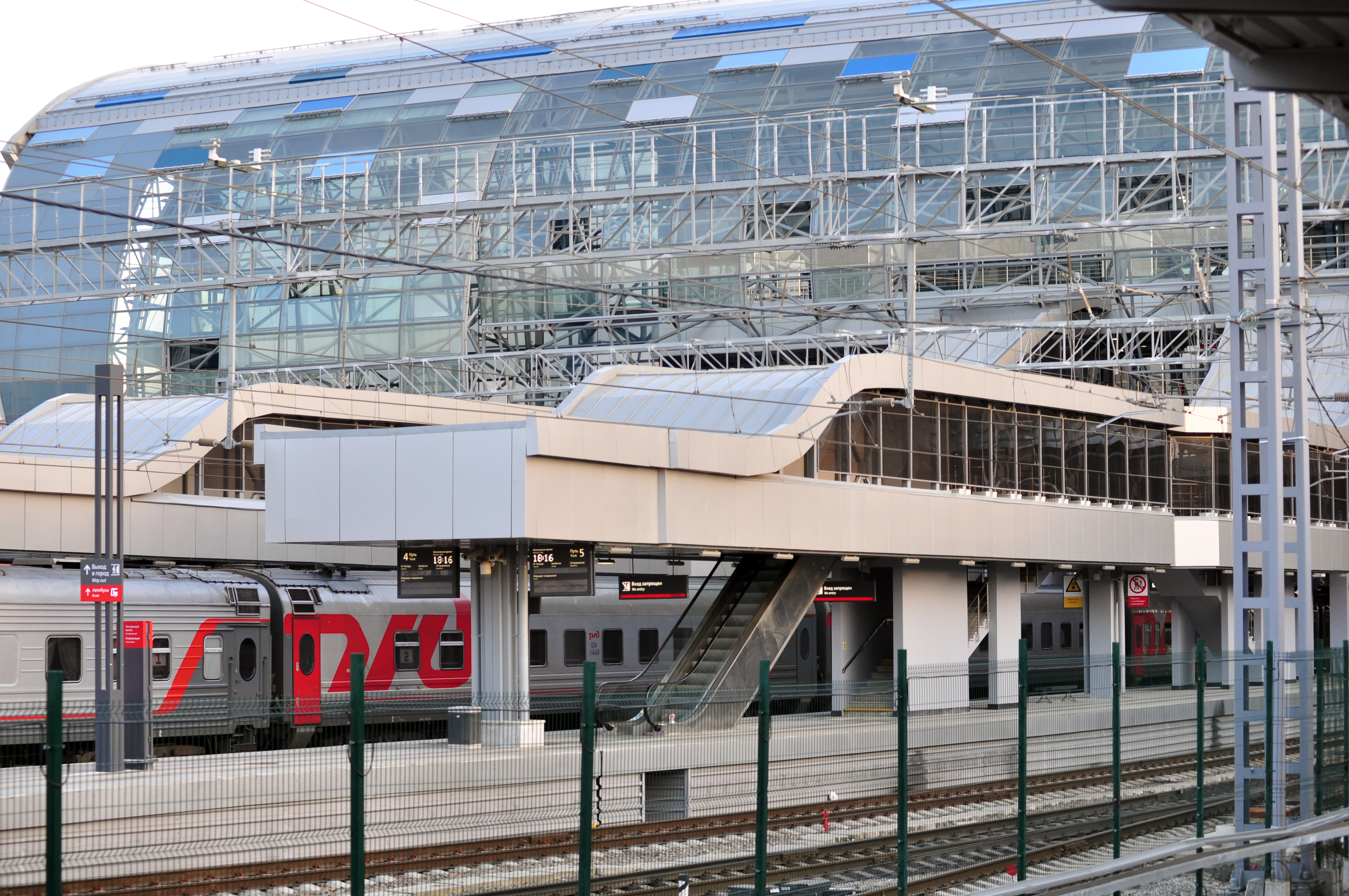
Конкорс
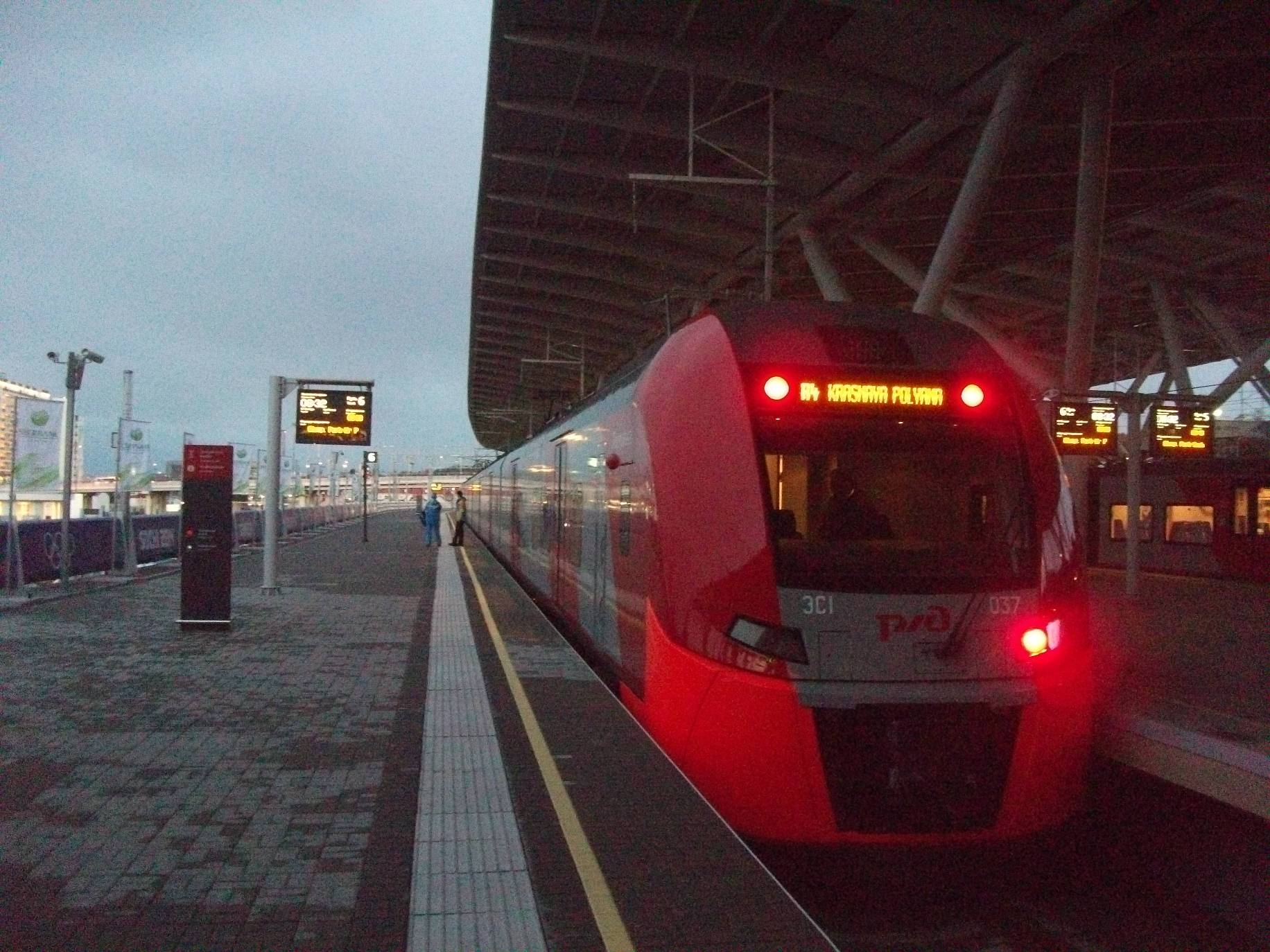
Потяг «Ластівка»
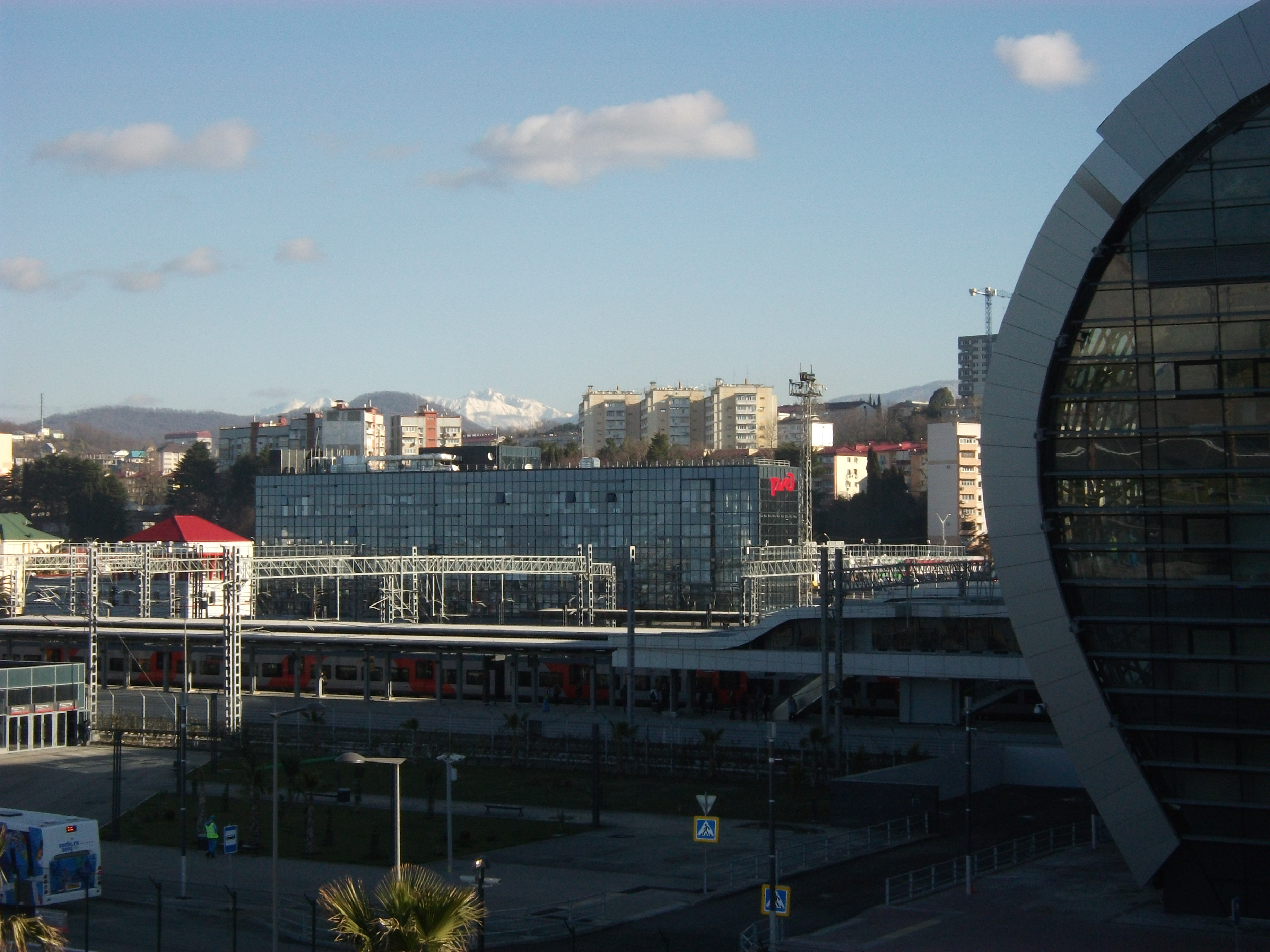
Панорама станції

## Лінія Адлер— Аеропорт Сочі
У 2012 році відкрита нова лінія, що з'єднала центр Сочі через станцію Адлер з міжнародним аеропортом Сочі.
Згідно з цим проєктом збудовано нову залізничну лінію довжиною 3 км, з них близько 2,5 км пролягає естакадою. Вартість будівництва залізничної гілки склала близько 7 млрд рублей. Нова електрифікована лінія примикає до існуючого залізничного глухого кута в південній горловині парку, потім станцію Адлер перетинає транспортна розв'язка «Адлерське кільце» по залізничній естакаді. Кінцевий пункт лінії знаходиться на території аеровокзального комплексу, де обладнана залізнична платформа довжиною 180 метрів в терміналі аеропорту Сочі. Зали прильоту і відльоту аеропорту з'єднані з платформою критими галереями з траволаторами. Необхідність облаштування переходів траволаторами пов'язана з проведення в Сочі Паралімпійських ігор, що вимагає створення комфортних умов для осіб з обмеженими фізичними можливостями.

## Галерея

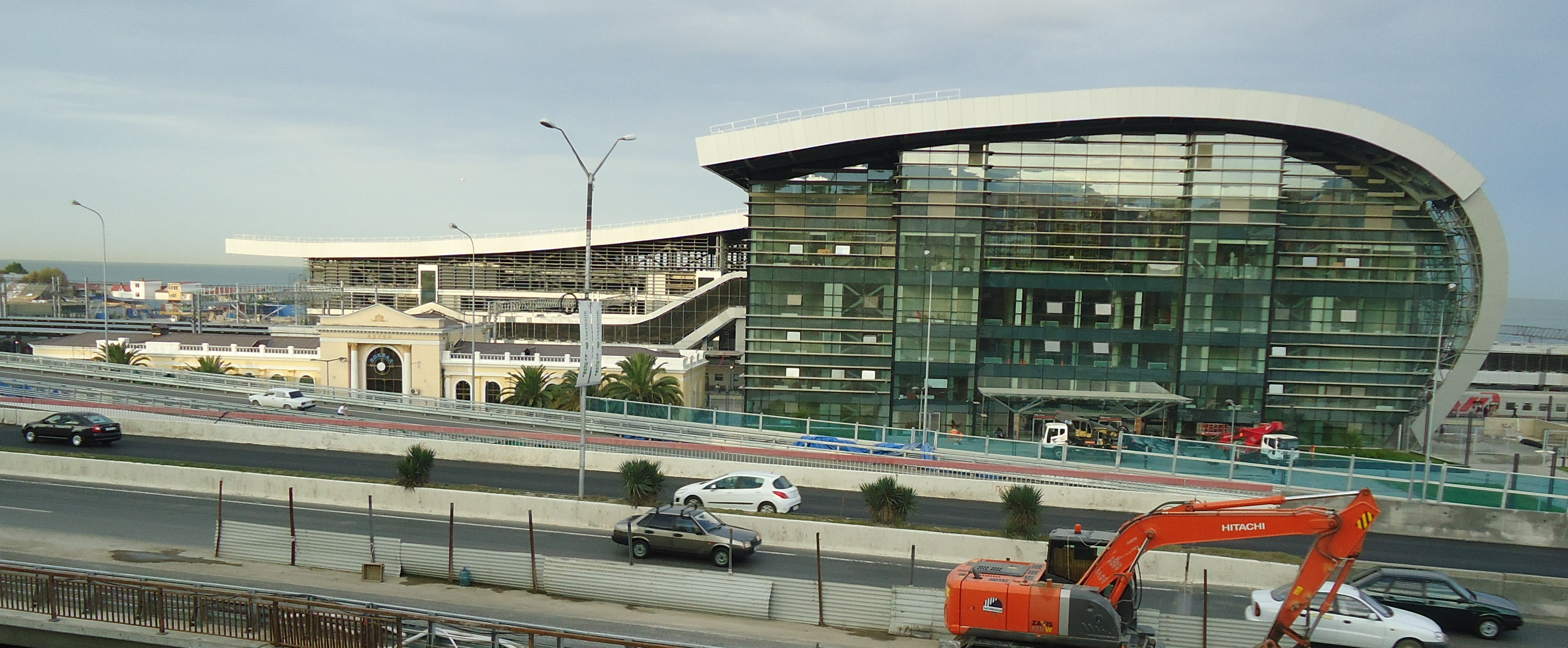
Вигляд з боку моря
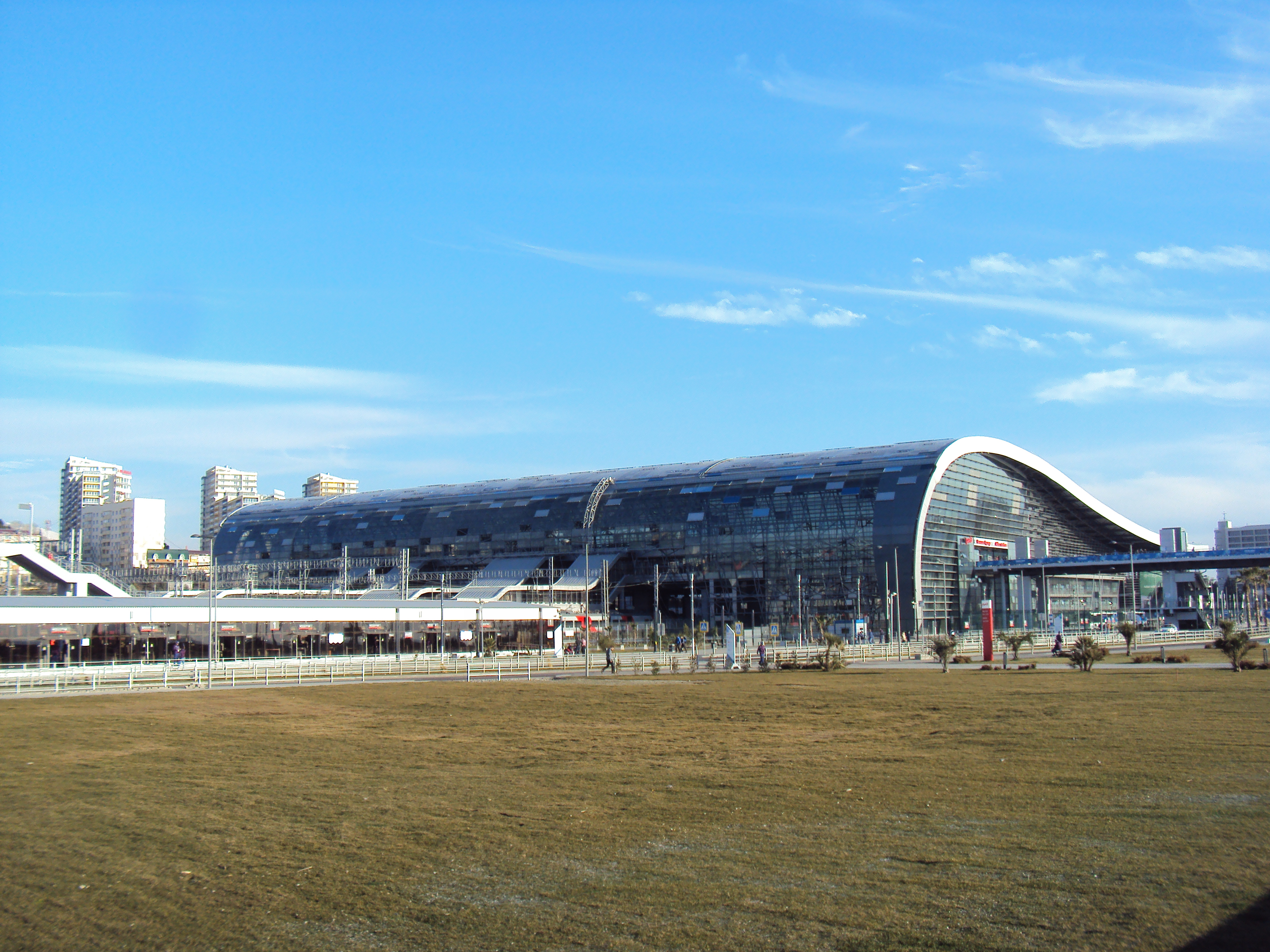
Вигляд з набережної
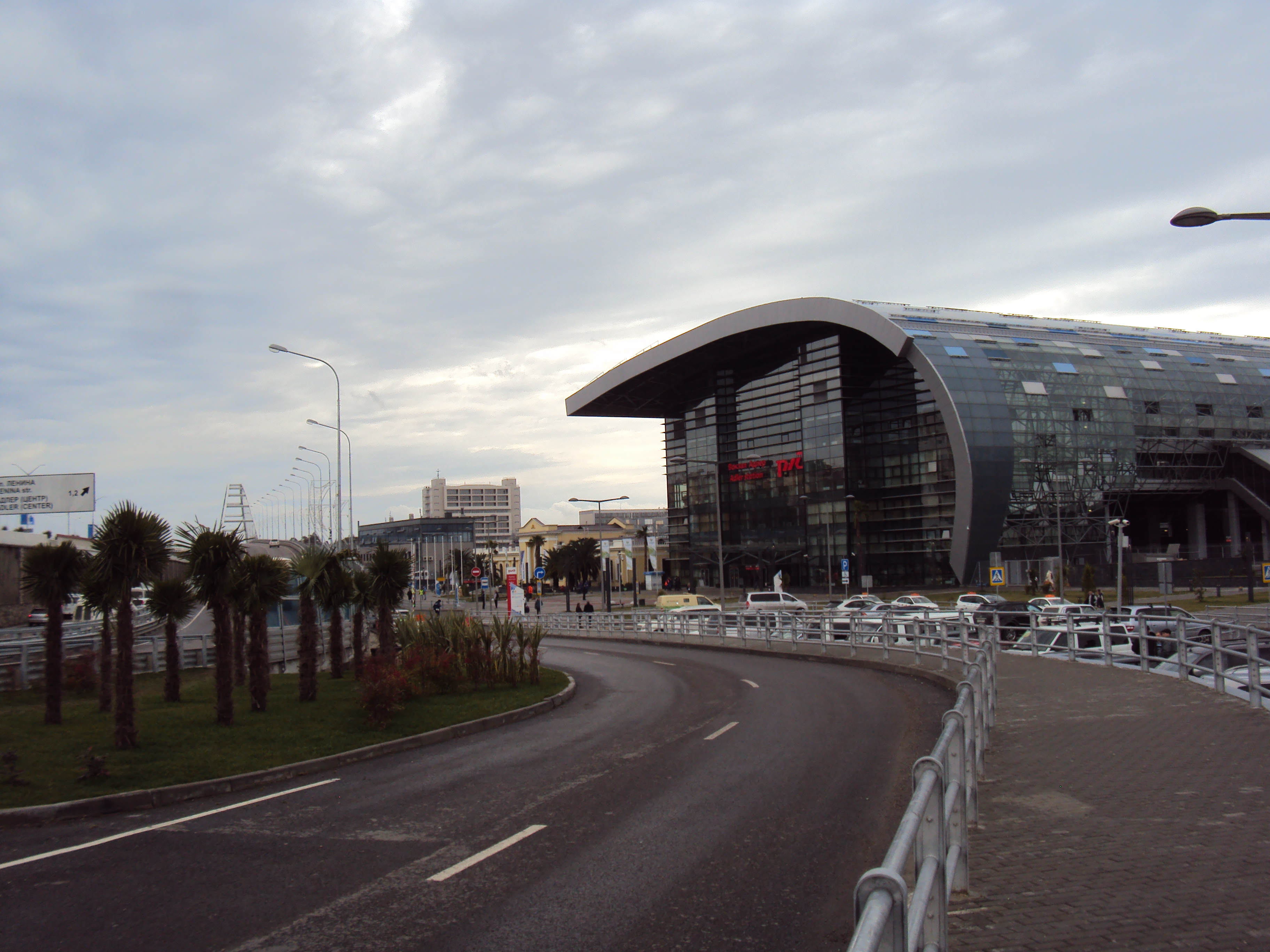
Вигляд з вулиці Леніна
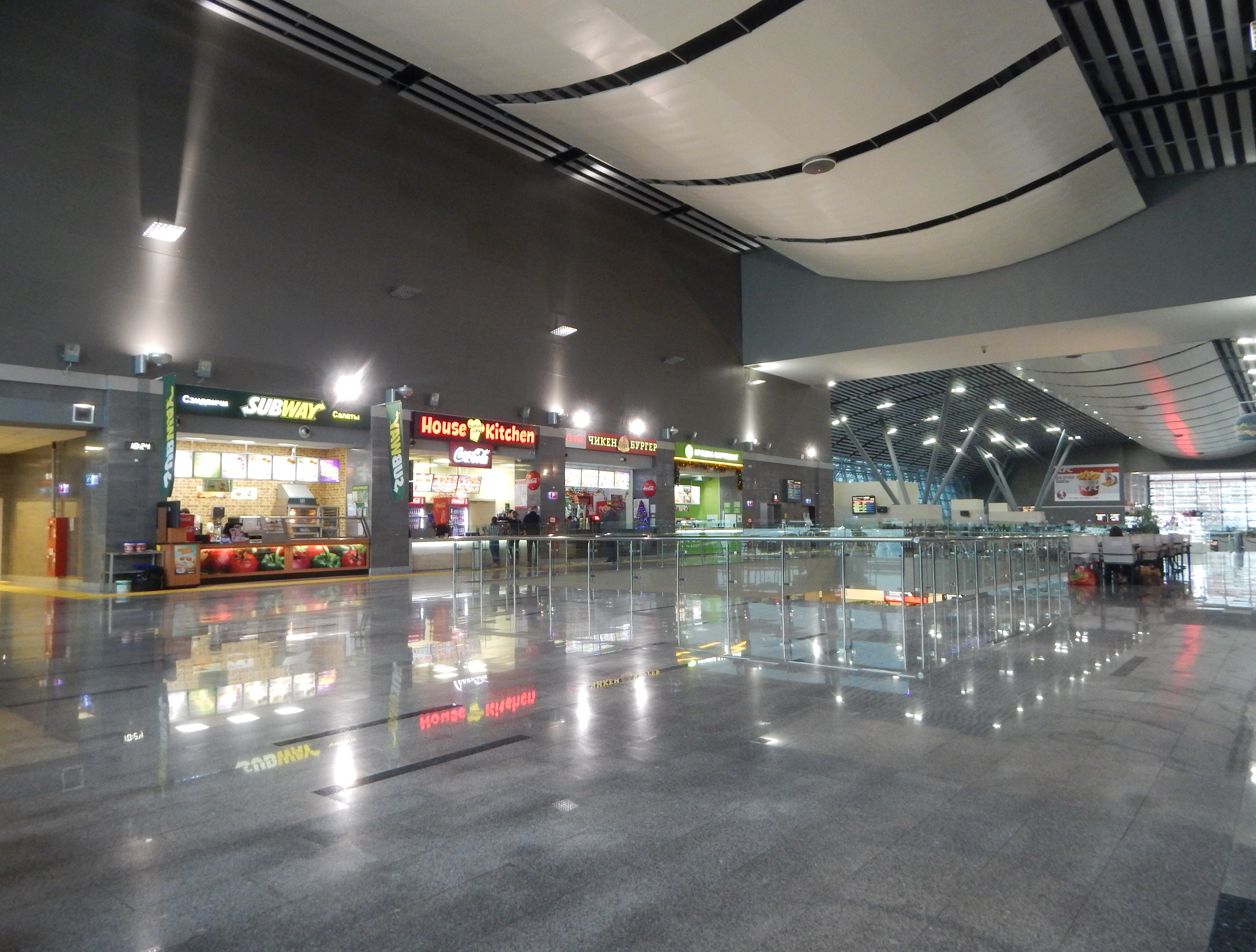
Головний зал вокзалу
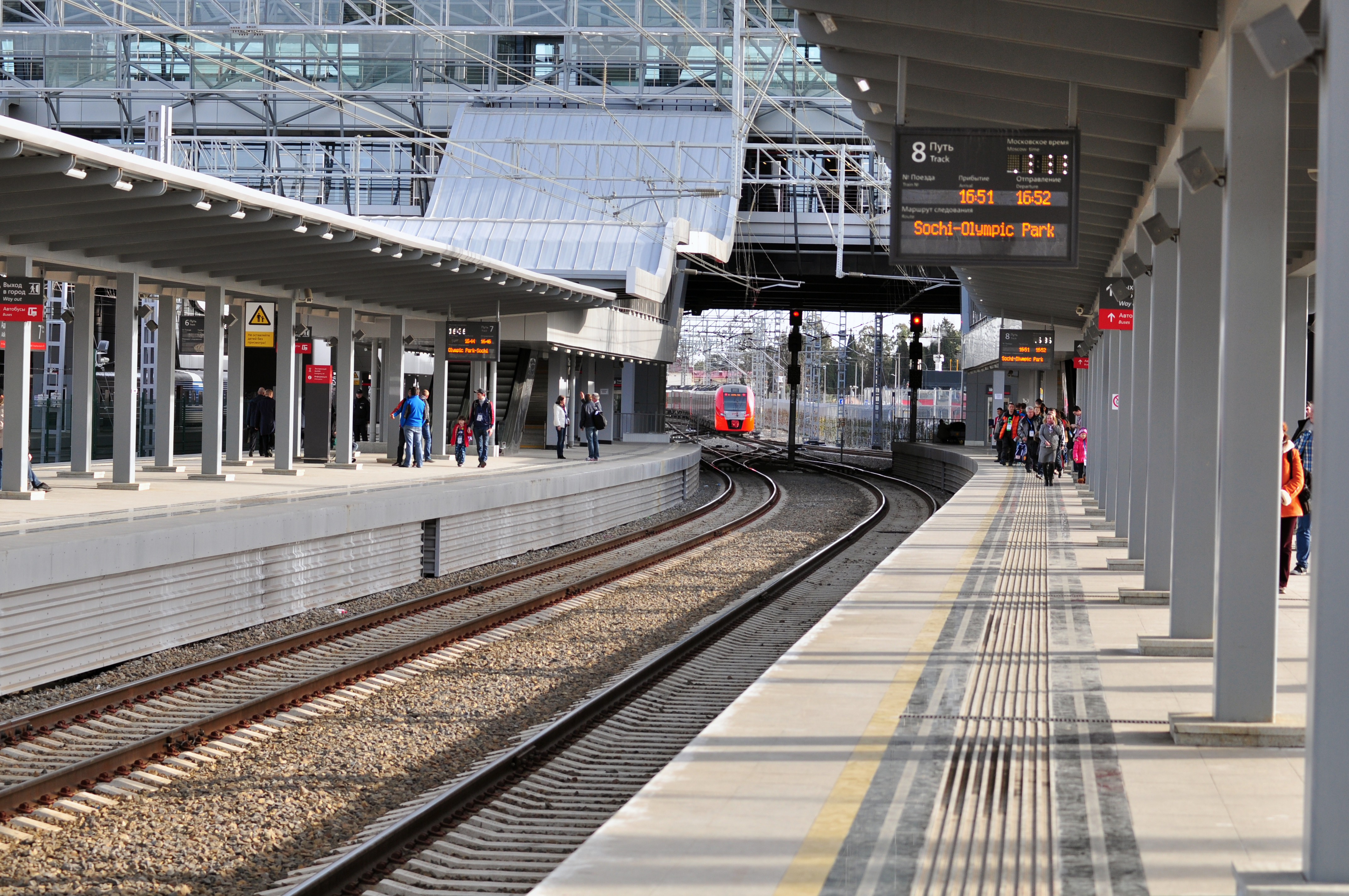
Платформи